# Bessada
Bessada  è un comune del Ciad situato nel dipartimento di Mandoul Orientale, provincia di Mandoul.